# Myrtle Cook
Myrtle Alice Cook (ismert még: Myrtle McGowan; Toronto, 1902. január 5. – 1985. március 18.) olimpiai bajnok kanadai atléta.
Részt vett az 1928-as amszterdami olimpiai játékokon. Fanny Rosenfeld, Ethel Smith és Jane Bell társaként aranyérmet nyert a négyszer százas váltón. E versenyszámban máig ez az egyetlen kanadai győzelem.
1928. július 2-án beállította Betty Robinson száz méteren elért 12 másodperces női világrekordját.

## Egyéni legjobbjai
- 100 méter síkfutás - 12,0 s (1928)